# Kathedrale von Gallipoli

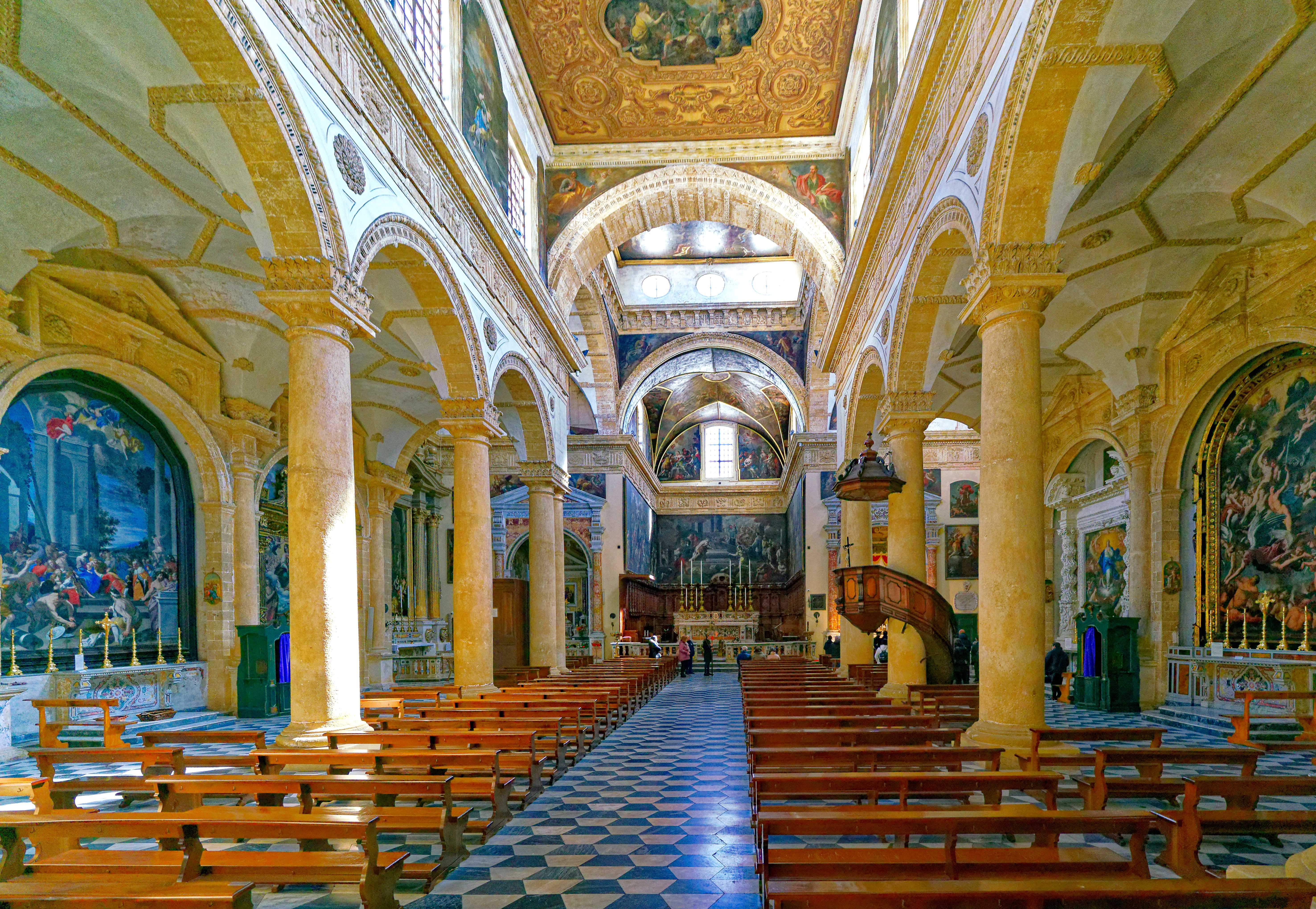
Der Innenraum der Kathedrale.

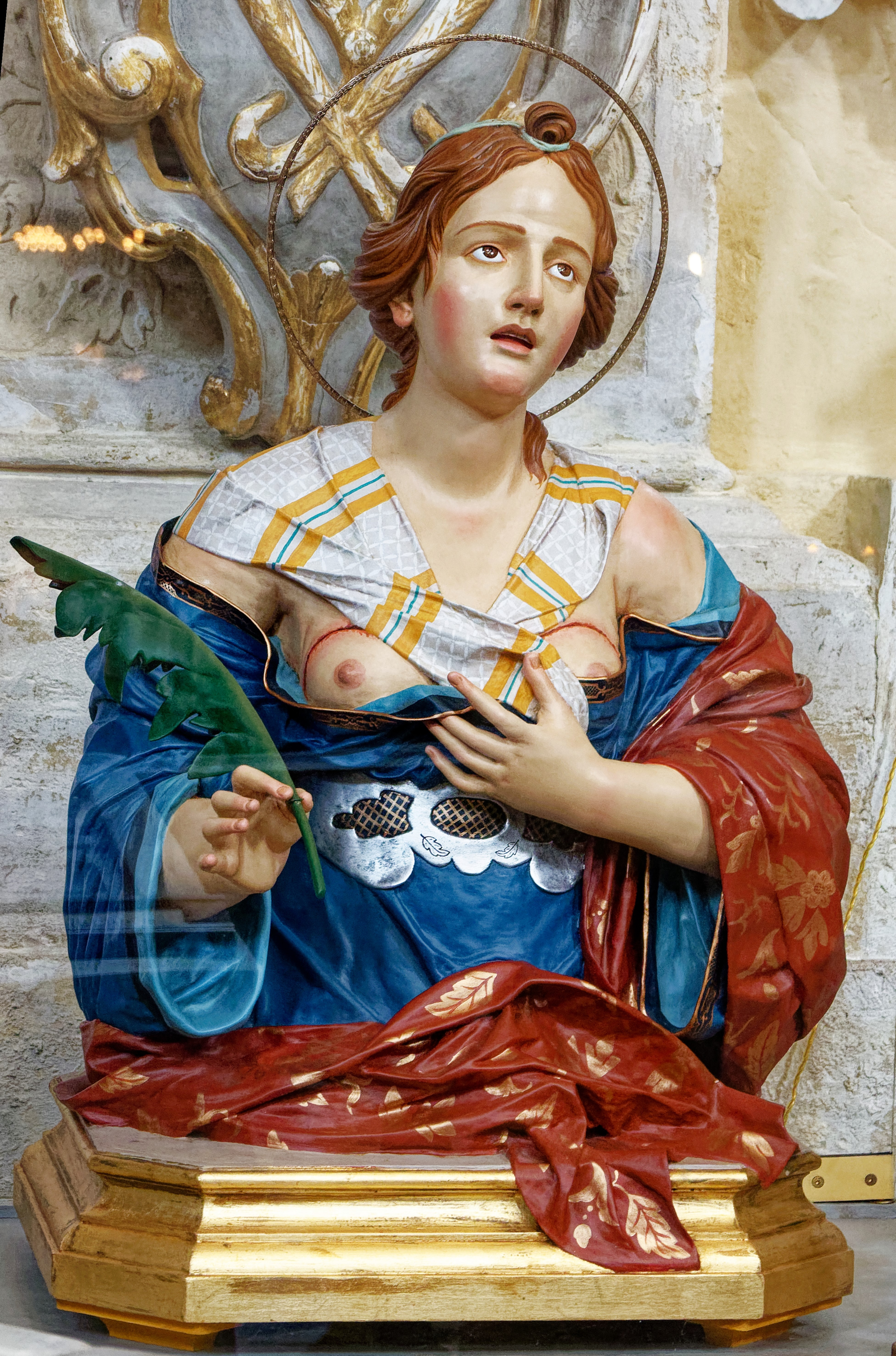
Die Kathedrale ist der Heiligen Agata geweiht.

Koordinaten: 40° 3′ 17,2″ N, 17° 58′ 34,5″ O
Die Kathedrale Sant’Agata von Gallipoli (italienisch: Basilica Cattedrale di Sant’Agata Vergine e Martire; kurz: Duomo di Gallipoli; lateinisch: Basilica Cathedralis S. Agathæ) ist die Konkathedrale des Bistums Nardò-Gallipoli in Apulien, das 1986 zusammengelegt wurde. Die Kirche ist der heiligen Märtyrerin Agatha von Catania geweiht, die auch Schutzheilige der Stadt und der ganzen Diözese ist. 1946 wurde sie von Papst Pius XII. zur Basilica pontificia minore erhoben, auf Vorschlag von Bischof Nicola Margiotta. Besonders gefeiert wird das Patronatsfest der Hl. Agatha am 5. Februar.
Die Kathedrale ist ein bedeutendes Zeugnis des Lecceser Barock und wurde 1940 wegen ihrer historischen und künstlerischen Bedeutung von König Viktor Emanuel III. zum Monumento nazionale erklärt.

## Geschichte
Die Region von Gallipoli gilt als eine der ältesten Diözesen von Italien, schon seit dem Ende des 6. Jahrhunderts existierte hier ein Bischofssitz mit Titularbischöfen (siehe: Bistum Gallipoli). Wahrscheinlich befand sich an der Stelle der aktuellen Kirche zuvor ein antiker Tempel, über dem die erste Kirche errichtet wurde.
Bis 1126 war die Kathedrale von Gallipoli dem heiligen Johannes Chrysostomus (San Giovanni Crisostomo) geweiht, danach wurde sie nach der heiligen Märtyrerin Agatha von Catania benannt, nachdem man den Busen der Heiligen wiederaufgefunden hatte. Die Reliquien der Hl. Agatha blieben von 1126 bis 1380 in der Kathedrale von Gallipoli; davor (ab 1040) hatten sie sich in Byzanz befunden. 1380 wurden die Reliquien von Raimondello del Balzo Orsini, Fürst von Taranto, gestohlen und heimlich ins Kloster der Hl. Catherina von Alexandrien in Galatina gebracht, wo sie sich auch heute noch befinden.
Über das ursprüngliche Aussehen der Kathedrale von Gallipoli und ihre Geschichte gibt es widersprüchliche Zeugnisse: Laut Ravenna wurde die Kathedrale 1284 zerstört, als Karl I. von Anjou die Stadt besetzte und dem Erdboden gleichmachen ließ. Die Einwohner von Gallipoli seien ins benachbarte Alezio geflohen, wo sie beinahe 100 Jahre blieben und die Kirche von Lizza zu ihrer “Cattedrale” machten und auch den Titel Sant’Agata auf sie übertrugen; die Kathedrale von Gallipoli sei wahrscheinlich zusammen mit der übrigen Stadt um 1314 neugebaut worden. Diese Theorie wurde allerdings von Carlo Massa in Frage gestellt, der einige Dokumente fand, nach denen die völlige Zerstörung des Ortes und der Kathedrale nicht mehr als bewiesen gelten können.
Sicher ist jedoch, dass die alte Kathedrale Ende des 15. Jahrhunderts dringend reparierungsbedürftig war. Daher bat die Universität im April 1485 den König von Neapel, Ferdinand von Aragón, um Hilfe. Im Mai 1497 war bereits ein Flügel der alten Kathedrale eingestürzt und man schrieb eine neue Petition an König Friedrich von Neapel. In der Folge wurden die nötigsten Reparaturen vorgenommen.

Anfang des 17. Jahrhunderts soll das alte Gebäude schließlich so fragil gewesen sein, dass man beschloss, es abzureißen und eine neue Kirche zu bauen.
Die Grundsteinlegung für die neue Kirche fand am 31. Mai 1629 statt und zog sich mit vielen Unterbrechungen noch bis Anfang des 18. Jahrhunderts hin. Finanziert wurde der Kirchbau u. a. aus dem Nachlass des Arztes und Universitätsprofessors Giovan Giacomo Lazari und durch Spenden von Bischof Consalvo de Rueda und diverser wohlhabender Familien von Gallipoli. Der Maler Giovanni Andrea Coppola wünschte für das Altarbild Martyrium der Hl. Agata keine Bezahlung, aber das Patronatsrecht auf den Seitenaltar der Himmelfahrt Mariä.
Die Pläne für die Kathedrale entwarf der Architekt Giovan Bernardino Genuino (gestorben 1653 oder 1655), die Ausführung lag in den Händen von Francesco Bischettini, Scipione Lachibari u. a. Ab 1667 leitete Tomaso Sanasi die Bauarbeiten; er entwarf auch die neue Sakristei.
Die Fassade wurde 1696 unter Bischof Antonio Perez della Lastra vollendet; der Chorraum war am 31. Januar 1707 fertig und wurde „mit ambrosianischem Gesang“ eingeweiht.
Die Dekoration des Inneren mit Malereien zog sich noch bis Anfang der 1730er Jahre hin.

## Beschreibung

### Fassade

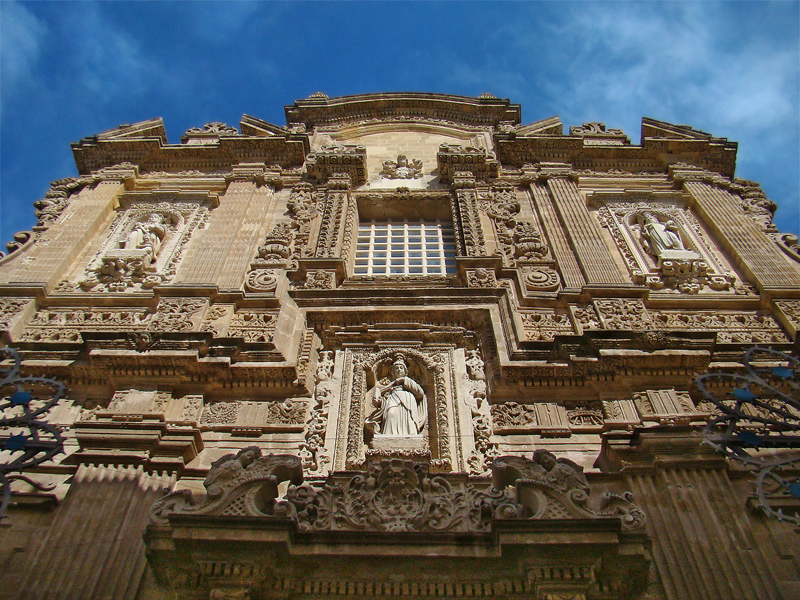
Ansicht der Fassade

Die berühmte Fassade ist ein Meisterwerk im Stil des Lecceser Barock, aufgrund der engen Bebauung der Umgebung ist sie leider nur von Nahem zu sehen. Die Fassade trägt das Datum ihrer Vollendung „A.D. 1696“ und besteht aus einem lokalen Tuffgestein von goldgelber Farbe, das in Italien als „Carparo“ bekannt ist.

Es lassen sich zwei verschiedene Stilphasen an der Fassade unterscheiden: der früher entstandene, breite untere Teil ist in klassisch-nüchternen Formen gehalten und wird durch kannelierte dorische Pilaster gegliedert. Der obere Teil hat ionische Pilaster und ist reich ornamentiert und mit floralen und anderen Motiven geschmückt und wurde vermutlich von dem Architekten Giuseppe Zimbalo aus Lecce beeinflusst, der sich 1683 in Gallipoli aufhielt.

Das zentrale Eingangsportal ist wesentlich höher als die beiden Seiteneingänge und wird flankiert von Skulpturen der Heiligen Sebastian und Faustus (links). In der zentralen Nische über dem Portal befindet sich eine Statue der Heiligen Agatha, der die Kirche geweiht ist.
Das rechteckige Fenster in der Mitte darüber wird von reichem Dekor umrahmt, links und rechts davon Figuren der Heiligen Marina und Teresa. Ganz außen am Rande der Balustraden wird die Fassade von Halbfiguren der Heiligen Johannes Chrysostomus und Augustinus flankiert.

### Innenraum

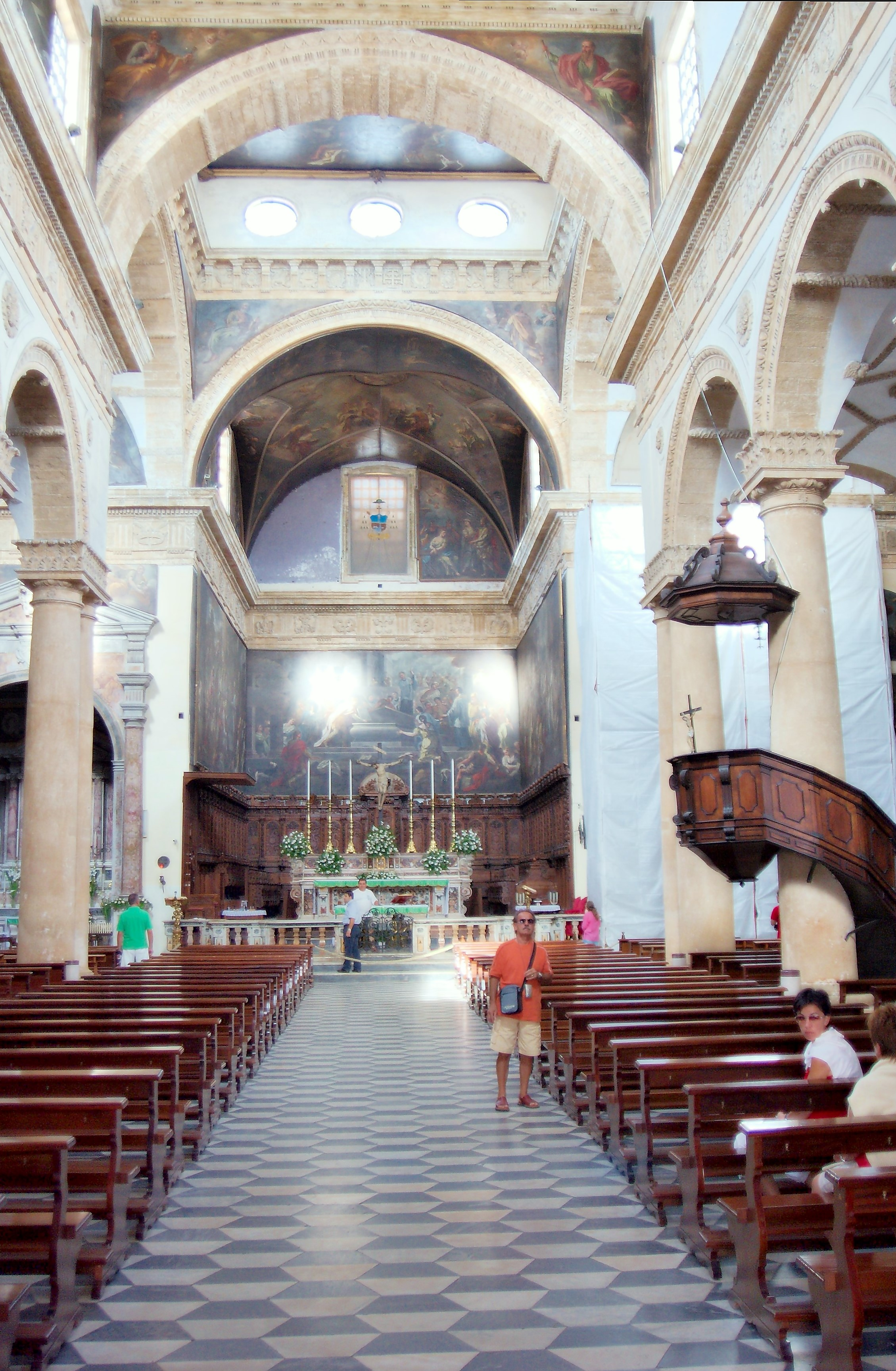
Mittelschiff in Richtung Apsis (Detail)

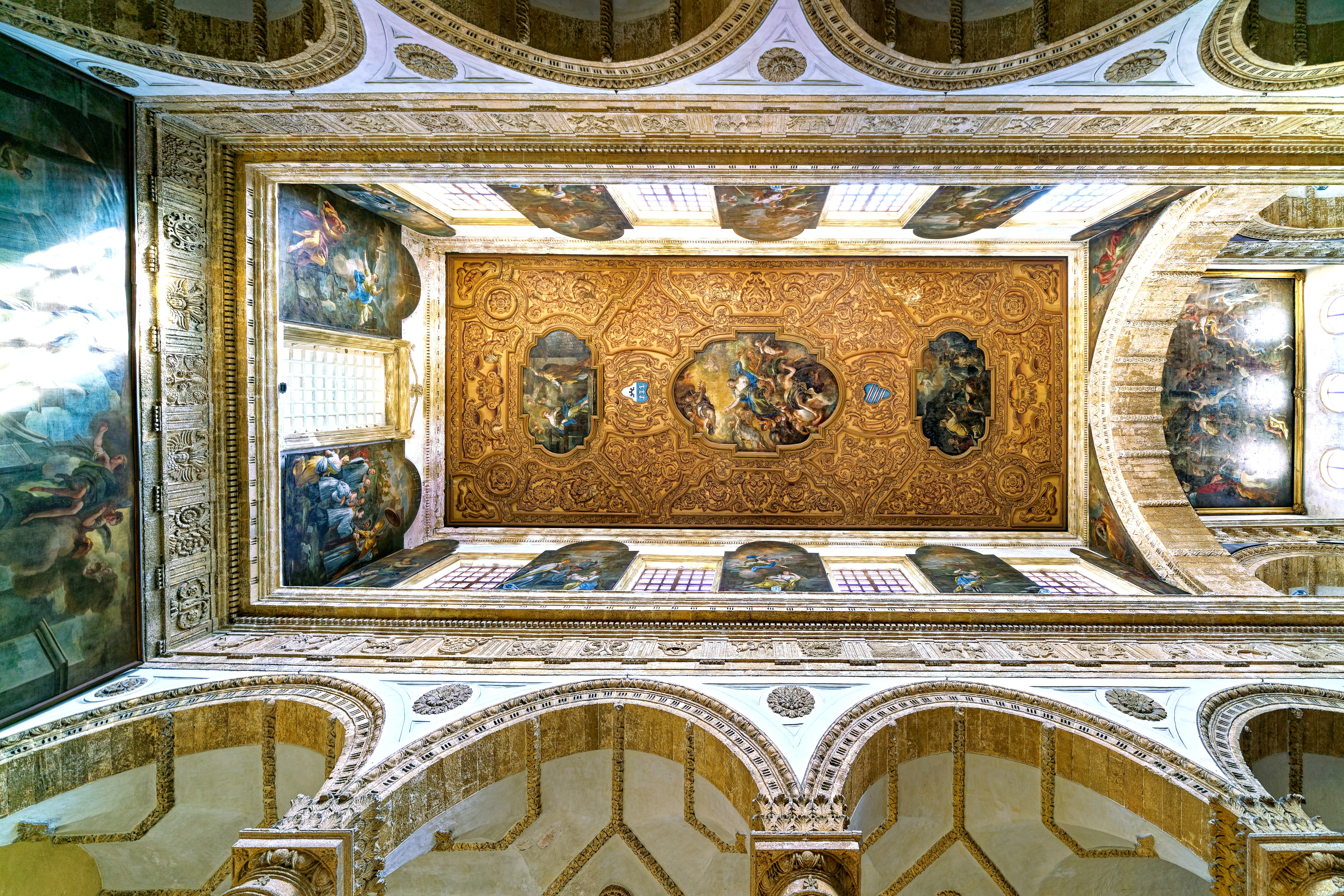
Arkaden und Decke der Kathedrale.

Das Innere entspricht dem Typus einer dreischiffigen Basilika in Form eines lateinischen Kreuzes, mit Querschiff und rechteckigem Chorraum. Der Raum ist 45 m lang, 31 m breit und etwa 30 m hoch.
Auch im Inneren wurde der dekorative goldocker-farbige Carparo verwendet, unter anderem ruhen die rundbogigen Arkaden zu den beiden Seitenschiffen auf toskanischen Säulen aus Carparo. Darüber um das gesamte Kirchenschiff läuft ein Architrav mit einer Abfolge von Triglyphen und Metopen, deren Basreliefs mit historischen, heraldischen, religiösen und symbolischen Darstellungen geschmückt sind.
Das Taufbecken aus farbigem Marmor links vom Eingang stammt vom Anfang des 18. Jahrhunderts; es ersetzt ein älteres Becken von Vespasiano Genuino (1552–1637) von 1588, das man der Kirche Santa Maria della Lizza in Alezio schenkte. In der Kathedrale befinden sich Statuen der beiden Stadtpatrone von Gallipoli, der Heiligen Agatha und Sebastian; außerdem die Madonna dei Fiori („Blumenmadonna“) und eine Maria Addolorata.

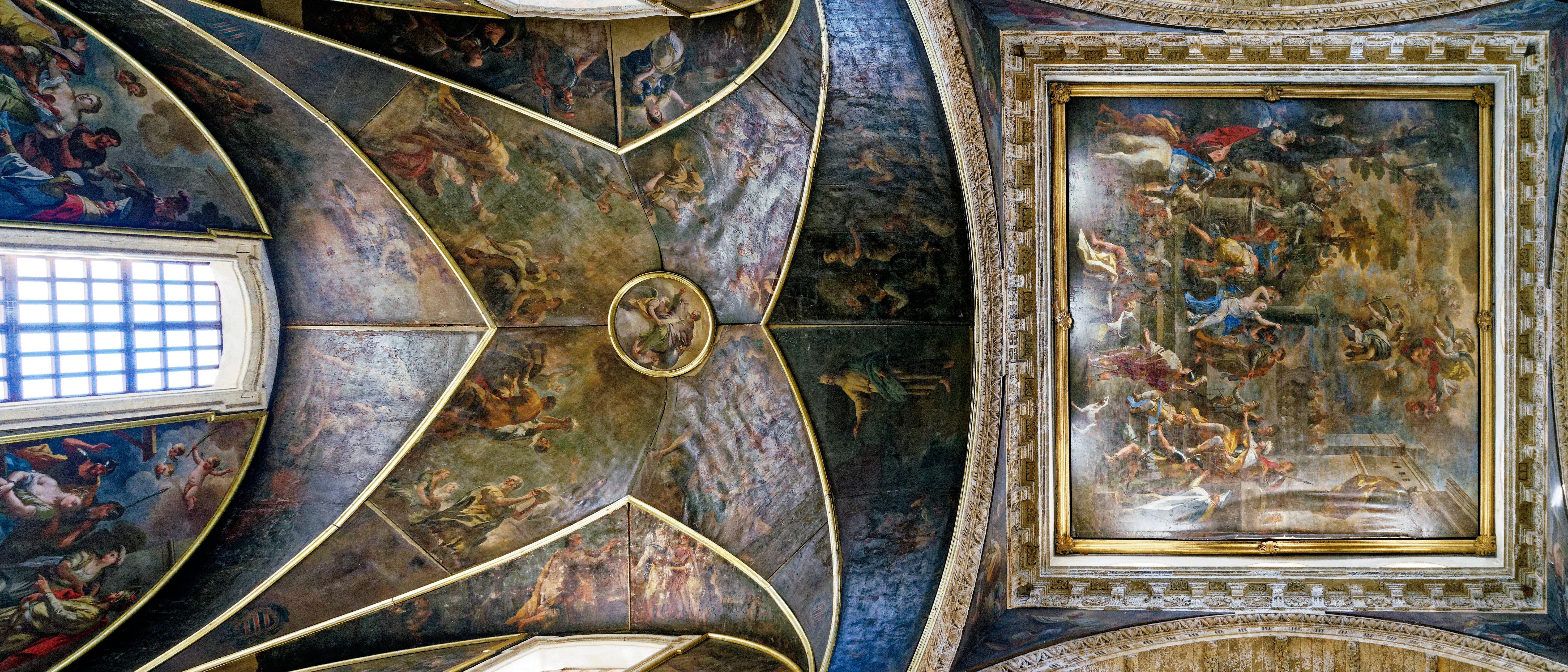
Die Kuppel im Chorraum und das Deckenbild Martyrium der Hl. Agatha (rects) stammen von Nicola Malinconoicos.

Die Kirche ist mit zahlreichen Ölgemälden geschmückt, die zum größten Teil von dem Gallipolitaner Giovanni Andrea Coppola (1597–1659) und von dem neapolitanischen Maler Nicola Malinconico (1663–1727) stammen.
Das große Gemälde der Eingangswand Jesus, der die Händler aus dem Tempel vertreibt schuf Nicola Malinconico im 18. Jahrhundert. Auch die Gemälde der prächtigen vergoldeten Kassettendecke sind von Malinconico: das große Bild mit der Glorie der Hl. Agatha ist eine Art Replik seiner Himmelfahrt Mariä in Santa Maria Donnalbina, Neapel. Die beiden kleineren Bilder zeigen Petrus, der die Hl. Agatha im Kerker besucht und den Ausbruch des Aetna, beendet durch den Schleier der Hl. Agatha. Die Decke trägt zwei Wappen, das eine ist von Bischof Oronzo Filomarini, der sie auf eigene Kosten machen ließ, und das zweite von Bischof Gaetano Müller, der sie 1905 restaurieren ließ.
Nicola Malinconico malte auch die insgesamt 10 Gemälde in der Attikazone zwischen den Fenstern des Kirchenschiffs und an der Eingangswand, wo er die Ereignisse um die Wundersame Auffindung des Busens der Hl. Agatha am 8. August 1126 darstellte.
Die Decke der eckigen Vierung bemalte Malinconico mit dem Martyrium der Hl. Agatha.

### Altäre der linken Seite
In den Seitenschiffen befinden sich jeweils vier Altäre auf jeder Seite.
Der erste Altar links ist dem Hl. Isidoro Agricola geweiht und trägt ein Gemälde von Luca Giordano; es folgen Altäre des Hl. Francesco di Paola und der Epiphanias-Altar (oder Anbetung der Könige) mit Altarbildern von Giovanni Andrea Coppola. 

Das folgende Altarbild der Madonna delle Grazie (Gnadenmadonna) ist eins der Hauptwerke des lokalen Künstlers Giovanni Domenico Catalano (1570–1636). Die kleinen Bilder in der Umrahmung sind wiederum von G. A. Coppola.

### Altäre der rechten Seite

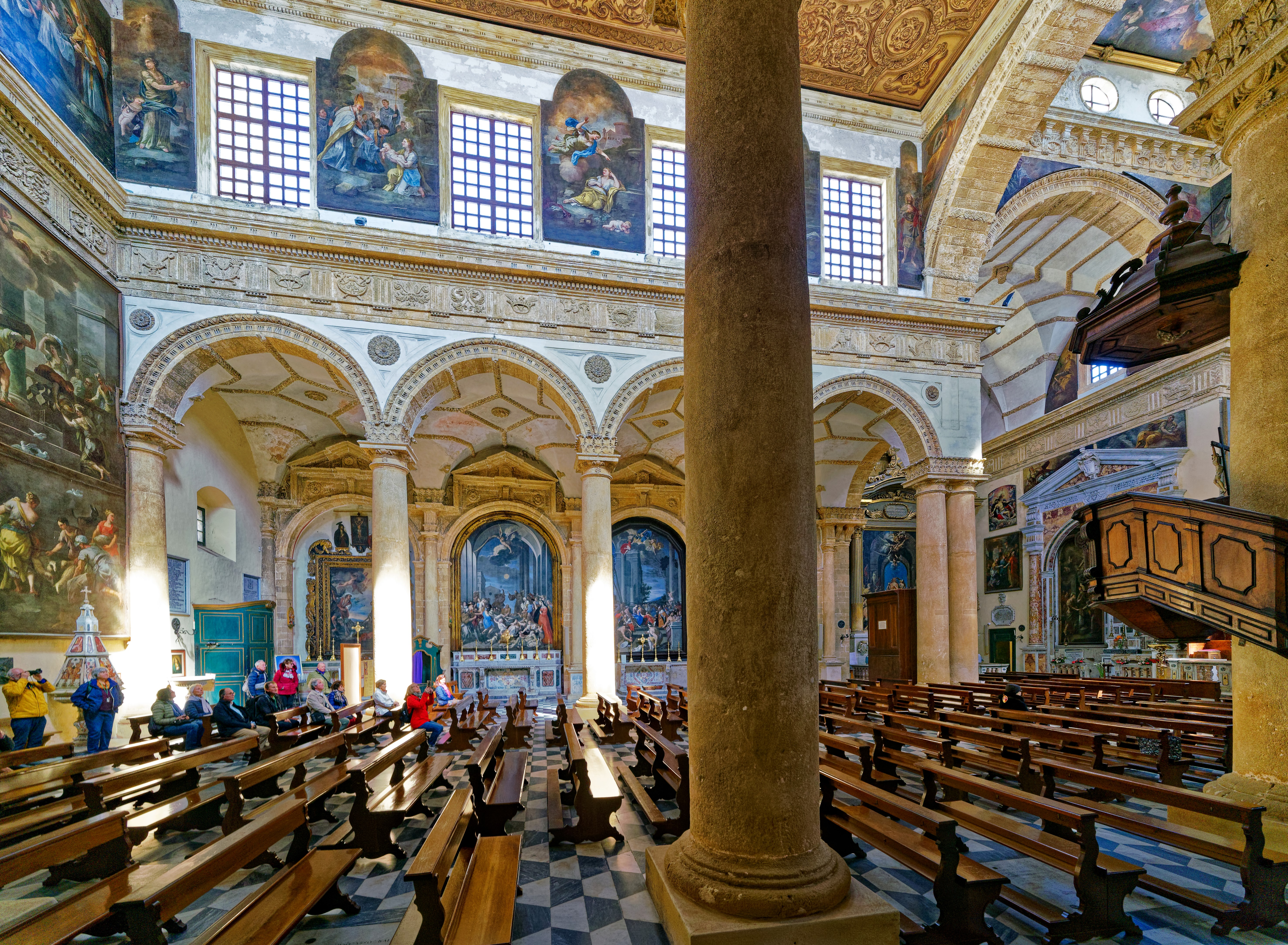
Kanzel und linkes Seitenschiff.

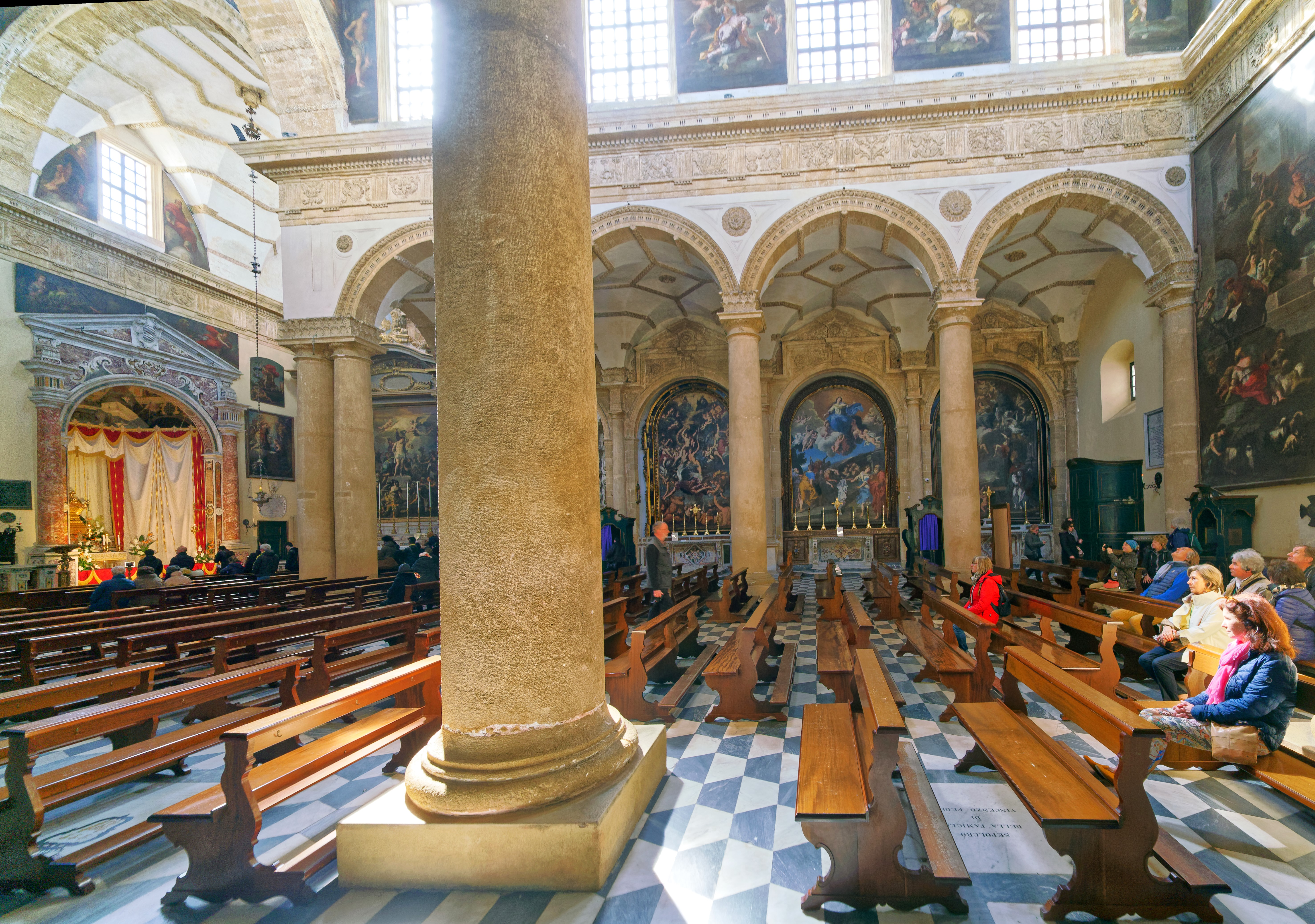
Blick zum rechten Seitenschiff.

Giovanni Andrea Coppola ist auch der Urheber von drei Altarbildern der rechten Seitenkapellen, und zwar der Altäre der Seelen im Purgatorium, der Himmelfahrt Mariä (1645) und der Krönung Mariä. Die Maria Immaculata auf dem Altar der Unbefleckten Empfängnis ist von einem unbekannten Künstler, einige halten es für das Werk eines kapuzinischen Ordensbruders namens Facis, andere glauben, es wurde von einem Mitglied der Familie Genuino gemalt.

### Querschiff
Im Querschiff befinden sich die großen Altäre der beiden Schutzpatrone von Gallipoli, der Hl. Agatha und Sebastian, links der Altar der Hl. Agatha mit G. A. Coppolas Martyrium der Hl. Agatha.

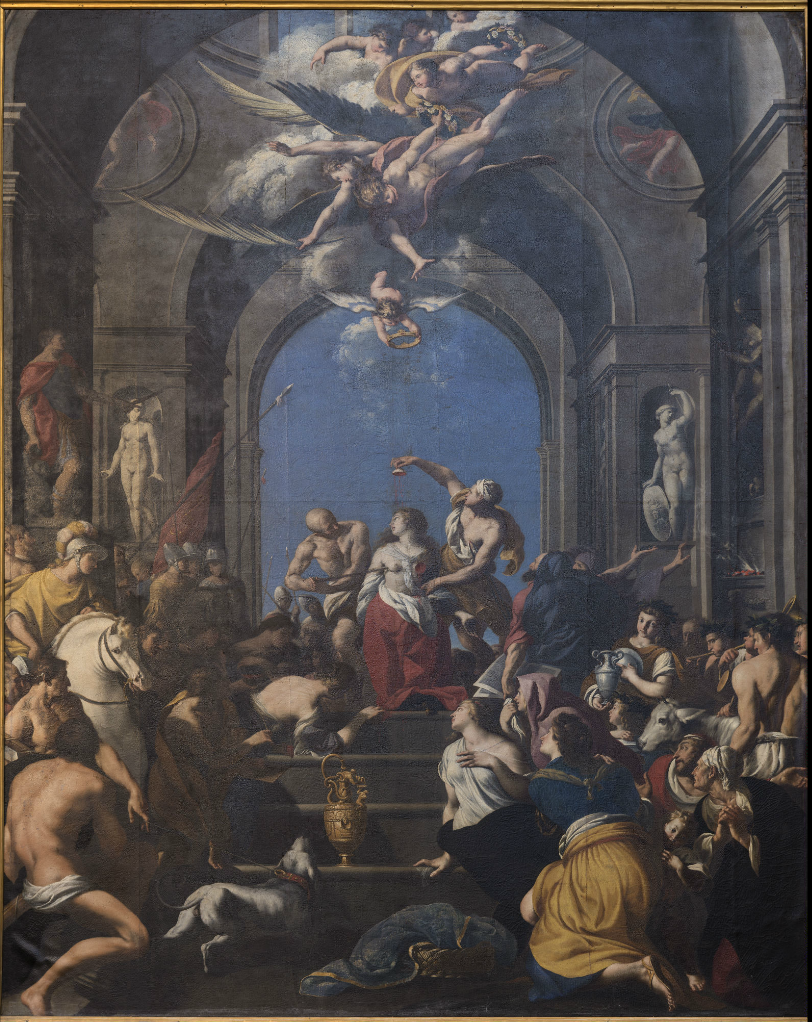
Martyrium der Hl. Agatha von G. A. Coppola

Gegenüber im rechten Querhaus sieht man das Altarbild mit dem Martyrium des Heiligen Sebastian, dessen Zuschreibung nicht ganz eindeutig ist, es wurde entweder von Nicola Malinconico oder von dessen Sohn Carlo gemalt (oder von beiden ?).
Die kleineren Bilder an den Wänden und über den Türen des Querschiffs sind Werke von G. A. Coppola und von Carlo Malinconico.
Die Seitenkapelle im linken Querschiff neben der Apsis ist der Madonna del Soccorso geweiht. Sie hat eine reiche Dekoration aus farbigem Marmor, das Madonnenbild im Zentrum des Altares ist von einem anonymen Künstler. In der Kapelle befinden sich außerdem das Familiengrab der Ravenna und an den Wänden zwei große Leinwände von Nicola Malinconico: die Hochzeit von Maria und Joseph und die Flucht nach Ägypten.
Rechts von der Apsis befindet sich die Sakramentskapelle, die ebenfalls mit polychromem Marmor dekoriert ist. Das Altarbild zeigt den Triumph der Eucharistie mit den Hl. Thomas von Aquin und Johannes Nepomuk und ist signiert mit „Francesco Giordano“ (Sohn von Luca Giordano ?). Auch hier sind die Seitenwände mit Bildern von Malinconico geschmückt: links die Anbetung eines Greises (?) und rechts der Traum des Saul. Eine Inschrift weist auf die Grablege der Bischöfe der Diözese von Gallipoli hin.

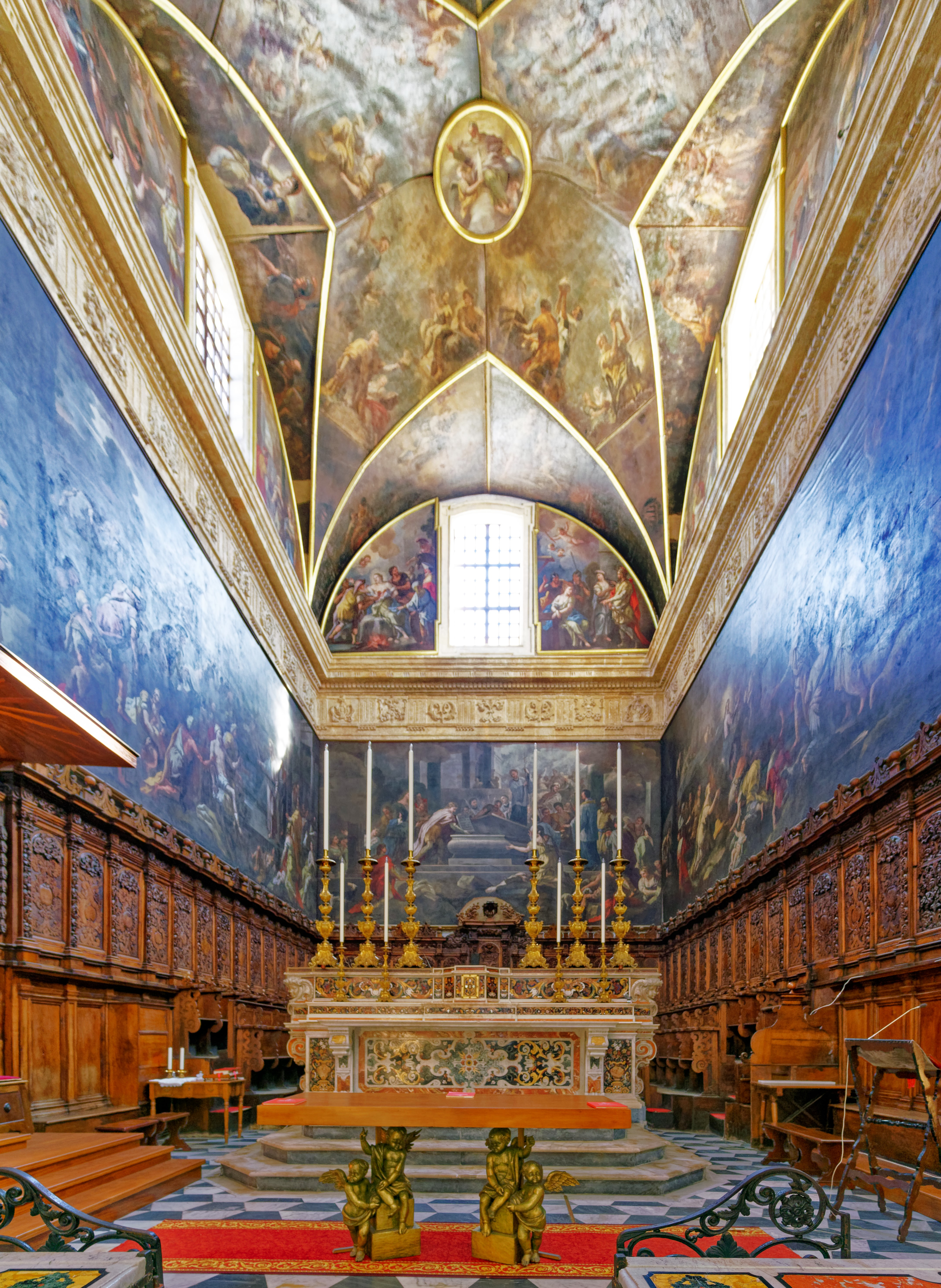
Blick in den Chorraum.

## Chorraum
Der rechteckige Chorraum ist leicht erhöht und mit drei großen Gemälden von Nicola Malinconico geschmückt: An der Hauptwand hinter dem Altar das Begräbnis der Hl. Agatha und an den Seitenwänden die Heilung des Gelähmten im Wasserbecken und der Einzug Jesu in Jerusalem.

Auch die Gemälde im Deckengewölbe und in den Lünetten der Attika sind von N. Malinconico (um 1710). Im Gewölbe stellte er mehrere biblische Szenen dar, unter anderem das Opfer des Isaak und Moses lässt Wasser aus dem Felsen strömen. In den Lünetten zwischen den Fenstern sieht man diverse Szenen des Martyriums der Hl. Agatha (alle von N. Malinconico).
Der Hauptaltar mit farbigen Pietradura-Ornamenten ist ein Werk von Cosimo Fanzago und war ursprünglich für die Cappella Filomarini in der Kirche Santi Apostoli in Neapel bestimmt. Der Altar gelangte Anfang des 18. Jahrhunderts hierher, auf Kosten und Betreiben von Bischof Oronzo Filomarini. Das hölzerne Kruzifix auf dem Tabernakel ist ein Werk von Giovanni Bernardino Genuino.
In der Apsis befinden sich außerdem der Bischofssitz und das Chorgestühl aus Nussbaum, das ebenfalls auf Wunsch von Oronzo Filomarini von dem deutschen Künstler Giorgio Aver geschnitzt wurde; es hat 51 Sitzplätze, 25 an der Apsiswand und je 13 (also zusammen 26) an den Seitenwänden.

### Glocken
Die Kathedrale ist mit vier Glocken ausgestattet. Die größte stammt von 1744 und hat ein Gewicht von etwa 10 Quintalen; die zweitgrößte Glocke von 1856 von 5,75 Quintalen; die dritte wiegt circa 3 Quintale und stammt vom Ende des 19. Jahrhunderts. Eine vierte Glocke von 1895 wog 1 Quintal und wurde 1935 ersetzt durch die aktuelle Glocke von Nicola Giustozzi aus Trani.